# Liste der Kulturgüter in Grosshöchstetten
Die Liste der Kulturgüter in Grosshöchstetten enthält alle Objekte in der Gemeinde Grosshöchstetten im Kanton Bern, die gemäss der Haager Konvention zum Schutz von Kulturgut bei bewaffneten Konflikten, dem Bundesgesetz vom 20. Juni 2014 über den Schutz der Kulturgüter bei bewaffneten Konflikten sowie der Verordnung vom 29. Oktober 2014 über den Schutz der Kulturgüter bei bewaffneten Konflikten unter Schutz stehen.
Objekte der Kategorien A und B sind vollständig in der Liste enthalten, Objekte der Kategorie C fehlen zurzeit (Stand: 16. Februar 2024). Unter übrige Baudenkmäler sind geschützte Objekte zu finden, die im Bauinventar des Kantons Bern als «schützenswert» verzeichnet sind.

## Kulturgüter
| Foto |                                                               | Objekt                            | Kat. | Typ | Standort                                         | Beschreibung |
| ---- | ------------------------------------------------------------- | --------------------------------- | ---- | --- | ------------------------------------------------ | --- |
| ja   | Datei hochladen · Wikidata zu Schloss Wil und Park (Q2244164) | Schloss und Park KGS-Nr.: 01211   | A    | G   | Schlosswil, Schlossweg 8–10 612903 / 195232      | 1546 durch Niklaus von Wattenwyl erbautes Schloss, entstanden unter Einbezug des Bergfrieds der abgebrannten Burg aus dem 12. Jahrhundert. Um den Bergfried gruppieren sich die Wohntrakte aus dem 16. bis 18. Jahrhundert mit barocker Fassade, die Schreiberei von 1612 und das Gefängnis von 1894. Südlich des Schlosses erstreckt sich ein Park, der auf einen im Jahr 1725 angelegten französischen Garten zurückgeht. |
| ja   | Datei hochladen · Wikidata zu Pfarrhaus (Q29674905)           | Pfarrhaus KGS-Nr.: 01209          | B    | G   | Schlosswil, Dorfstrasse 7 612808 / 195335        | 1548 erbautes und in der zweiten Hälfte des 18. Jahrhunderts umgebautes Pfarrhaus. Stattlicher spätgotischer Putzbau unter steilem, geknicktem Satteldach. Gartenseite um dieselbe Zeit barockisiert, die gedeckte und verglaste Laube über dem Peristyl im Westen stammt aus der Mitte des 19. Jahrhunderts. Vor dem Haus erstreckt sich ein grosszügiger gepflästerter Vorplatz.                                          |
| ja   | Datei hochladen · Wikidata zu Reformierte Kirche (Q29674920)  | Reformierte Kirche KGS-Nr.: 01210 | B    | G   | Schlosswil, Herolfingenstrasse 2 612718 / 195340 | 1305 erbautes reformiertes Kirchengebäude, umgebaut um 1561, 1660 und 1760/61 zu einer dreiseitig geschlossenen Saalkirche. Vom ursprünglichen romanischen sind die Längswände erhalten geblieben. Turmartiger Dachreiter mit Glockenstuhl und Uhr. |

## Übrige Baudenkmäler
Hinweis: Anstelle der KGS-Nummer wird als Objekt-Identifikator (ID) die Grundstücksnummer verwendet.
| ID   | Foto | | Objekt                                                                  | Typ | Standort                                      | Beschreibung |
| ---- | ---- | --- | ----------------------------------------------------------------------- | --- | --------------------------------------------- | ------------ |
| 1    | BW   | Datei hochladen                                                                                             | Speicher (frühes 18. Jh.)                                               | G   | Schlosswil, Dorfstrasse 7a 612798 / 195311    |              |
| 3    | BW   | Datei hochladen                                                                                             | Schlossgut (1818)                                                       | G   | Schlosswil, Thalistrasse 1 612966 / 195398    |              |
| 3    | ja   | Datei hochladen · Wikidata zu Speicher (Q112585884)                                                         | Speicher (1852–1855)                                                    | G   | Schlosswil, Thalistrasse 1c 612964 / 195399   |              |
| 10   | ja   | Datei hochladen · Wikidata zu Reformierte Kirche (Q55382962)                                                | Reformierte Kirche (1811)                                               | G   | Kirchgasse 9 615450 / 195122                  |              |
| 11   | ja   | Datei hochladen · Wikidata zu Pfarrhaus (Q112586579)                                                        | Pfarrhaus (1631)                                                        | G   | Dorfstrasse 5 615412 / 195051                 |              |
| 11   | ja   | Datei hochladen · Wikidata zu Kirchgemeindehaus (Q112586781)                                                | Kirchgemeindehaus (1751)                                                | G   | Dorfstrasse 5a 615433 / 195047                |              |
| 37   | BW   | Datei hochladen                                                                                             | Speicher (um 1600)                                                      | G   | Schlosswil, Thalibühlweg 4b 613814 / 195001   |              |
| 52   | ja   | Datei hochladen · Wikidata zu Sekundarschulhaus (Q112600042)                                                | Sekundarschulhaus (1905)                                                | G   | Zelgweg 3 614956 / 195078                     |              |
| 53   | ja   | Datei hochladen · Wikidata zu Ehemalige Ersparniskasse Konolfingen (Q112603603)                             | Ehemalige Ersparniskasse Konolfingen (1896)                             | G   | Dorfstrasse 28 615615 / 194848                |              |
| 88   | ja   | Datei hochladen · Wikidata zu Gasthof Sonne (Q112603897)                                                    | Gasthof Sonne (1748)                                                    | G   | Dorfstrasse 7 615451 / 194985                 |              |
| 96   | BW   | Datei hochladen                                                                                             | Alte Post (1835)                                                        | G   | Schlosswil, Riedstrasse 3, 3a 612934 / 195456 |              |
| 100  | BW   | Datei hochladen                                                                                             | Speicher (1739)                                                         | G   | Alte Bernstrasse 7b 614296 / 195667           |              |
| 100  | ja   | Datei hochladen · Wikidata zu Wohnstock (1872) (Q112605294)                                                 | Wohnstock (1872)                                                        | G   | Alte Bernstrasse 9 614245 / 195711            |              |
| 102  | BW   | Datei hochladen                                                                                             | Bauernhaus (1844–1847)                                                  | G   | Schlosswil, Dorfstrasse 14 612744 / 195365    |              |
| 106  | BW   | Datei hochladen                                                                                             | Speicher (1704)                                                         | G   | Mühlebachweg 101b 615204 / 194356             |              |
| 112  | BW   | Datei hochladen                                                                                             | Bauernhaus (1804)                                                       | G   | Herolfingenstrasse 6 612694 / 195309          |              |
| 121  | ja   | Datei hochladen · Wikidata zu Wohnstock (1834) (Q112605628)                                                 | Wohnstock (1834)                                                        | G   | Kirchgasse 2 615356 / 195041                  |              |
| 123  | BW   | Datei hochladen                                                                                             | Bauernhaus (um 1800)                                                    | G   | Kirchgasse 4 615365 / 195076                  |              |
| 128  | BW   | Datei hochladen                                                                                             | Villa Bühlmatte (1907)                                                  | G   | Bühlmatt 1 615318 / 195182                    |              |
| 135  | BW   | Datei hochladen                                                                                             | Äusseres Schlossgut (um 1850)                                           | G   | Schlosswil, Gutweg 5 613179 / 194919          |              |
| 140  | ja   | Datei hochladen · Wikidata zu Gasthof Sternen (Q112605818)                                                  | Gasthof Sternen (um 1770)                                               | G   | Bernstrasse 4 615163 / 195155                 |              |
| 153  | BW   | Datei hochladen                                                                                             | Speicher (1640)                                                         | G   | Viehmarktstrasse 7d 615076 / 195060           |              |
| 169  | BW   | Datei hochladen                                                                                             | Ehemaliges Bauernhaus (Ende 18. Jh.)                                    | G   | Bernstrasse 3 615145 / 195163                 |              |
| 193  | ja   | Datei hochladen · Wikidata zu Gasthof Löwen (Q112606024)                                                    | Gasthof Löwen (1757)                                                    | G   | Dorfstrasse 1 615231 / 195076                 |              |
| 208  | BW   | Datei hochladen                                                                                             | Speicher (um 17. Jh.)                                                   | G   | Erlessenweg 19 615374 / 194553                |              |
| 210  | BW   | Datei hochladen                                                                                             | Bauernhaus (1828)                                                       | G   | Schlosswil, Dorfstrasse 12 612793 / 195354    |              |
| 214  | ja   | Datei hochladen · Wikidata zu Ehemaliges Bauernhaus / Wohn- und Geschäftshaus (Q112606208)                  | Ehemaliges Bauernhaus / Wohn- und Geschäftshaus (1796)                  | G   | Bernstrasse 11 615096 / 195248                |              |
| 220  | BW   | Datei hochladen                                                                                             | Speicher (frühes 18. Jh.)                                               | G   | Schlosswil, Dorfstrasse 17a 612629 / 195399   |              |
| 236  | ja   | Datei hochladen · Wikidata zu Ehemaliger Wohnstock mit Gerichtsstube / Wohn- und Geschäftshaus (Q112606448) | Ehemaliger Wohnstock mit Gerichtsstube / Wohn- und Geschäftshaus (1787) | G   | Dorfstrasse 3 615249 / 195073                 |              |
| 275  | BW   | Datei hochladen                                                                                             | Bauern- und Gewerbehaus (1. Hälfte 18. Jh.)                             | G   | Dorfstrasse 17 615540 / 194933                |              |
| 287  | BW   | Datei hochladen                                                                                             | Rhynhaus (um 1820)                                                      | G   | Kramgasse 1 615216 / 195124                   |              |
| 297  | BW   | Datei hochladen                                                                                             | Wohnhaus Lindenbühl (1920)                                              | G   | Rosigweg 5 614799 / 195076                    |              |
| 315  | ja   | Datei hochladen · Wikidata zu Wohnhaus (Q112606837)                                                         | Wohnhaus (1891/92)                                                      | G   | Dorfstrasse 24 615568 / 194880                |              |
| 341  | BW   | Datei hochladen                                                                                             | Wohnhaus (1915)                                                         | G   | Trogmattweg 8 614969 / 194963                 |              |
| 445  | BW   | Datei hochladen                                                                                             | Wohnhaus (4. Viertel 19. Jh.)                                           | G   | Friedauweg 5 615066 / 194919                  |              |
| 460  | ja   | Datei hochladen · Wikidata zu Vennerhaus (Q112607016)                                                       | Vennerhaus (1802)                                                       | G   | Dorfstrasse 14 615398 / 194986                |              |
| 462  | BW   | Datei hochladen                                                                                             | Bauernhaus (1811)                                                       | G   | Neuhausweg 2 614863 / 195441                  |              |
| 462  | ja   | Datei hochladen · Wikidata zu Speicher mit Ofenhausraum (Q112607348)                                        | Speicher mit Ofenhausraum (1821)                                        | G   | Neuhausweg 2a 614862 / 195467                 |              |
| 854  | ja   | Datei hochladen · Wikidata zu Stöckli (Q112607534)                                                          | Stöckli (1770)                                                          | G   | Alte Bernstrasse 24 614190 / 195746           |              |
| 1191 | BW   | Datei hochladen                                                                                             | Bauernhaus (1697)                                                       | G   | Viehmarktstrasse 14 614969 / 195128           |              |
| 1240 | BW   | Datei hochladen                                                                                             | Löwenscheune (1. Viertel 19. Jh.)                                       | G   | Dorfstrasse 1a 615212 / 195097                |              |
| 1247 | BW   | Datei hochladen                                                                                             | Ehemaliges Pfarrhaus (um 1830)                                          | G   | Kirchstutz 8 615475 / 195082                  |              |